# Молацана
Молацана (на италиански: Molazzana) е община в Италия, в региона Тоскана, провинция Лука. Общината се намира в планински район, наречен Гарфаняна в северната част на провинцията. Населението е около 1200 души (2007).